# 수성군 최유림장군 묘
수성군 최유림장군 묘(隋城君 崔有臨將軍 墓)는 경기도 평택시 지산동 산106-2에 있는, 조선시대의 무덤이다. 평택시의 향토문화재 제4호로 지정되었다. 

## 개요
최유림(崔有臨, 1426~1471) 장군은 조선 전기의 무신으로, 본관은 수성(隨城), 자(字)는 자앙(子昻)이다. 1450년(세종32) 무과에 급제하고 1455년(세조1) 좌익원종공신(佐翼原從功臣) 3등에 녹훈(錄勳)되었으며, 1464년(세조10) 중추원부사(中樞院副使)로 진하사(進賀使)가 되어 명나라에 다녀와서 이듬 해 전라도처치사(全羅道處置使)로 부임했다.
1467년(세조13) 이시애(李施愛) 난이 일어나자 공현위장(控弦衛將)이 되어 충청도병사 1,000명을 이끌고 석장현(石場峴) 싸움에서 김말손(金末孫)을 사로잡는 등 공을 세워 정축정책공신(精忠敵愾功臣) 3등에 훈호(勳號)되고 가선대부(嘉善大夫) 수성군(隨城君)에 봉하는 동시에 오위장(五衛將)이 되었으며, 그 해 명나라의 북방을 침범한 이만주의 군대를 막기 위해 조선지원군의 출병시 큰 공을 세움으로써 1468년(세조14) 병조참판(兵曹參判)에 제수되고, 경상우도 병마절도사(慶尙右道 兵馬節度使)로 부임했다.
1471년(성종2) 병으로 관직을 사임하고 향리에 내려와 8월 28일 타계하니 임금인 성종은 자헌대부 병조판서(資憲大夫 兵曺判書)로 추증하고 안양(安襄)으로 시호(諡號)를 내렸다.
사당(祠堂)은 평택시 오좌동에 있으며 수성최씨(隋城崔氏) 수성군파(隋城君派)의 세거지지(世居之地)로 내려오고 있다.